# Очиток красноокрашенный
Очиток красноокрашенный  - по одним источникам природный вид Sedum rubrotinctum, по другим источникам гибрид Sedum × rubrotinctum, полученный от скрещивания видов Sedum pachyphyllum × Sedum stahlii рода Очиток.

## Описание
Очиток красноокрашенный имеет раскидистые наклонные стебли высотой от 6 до 8 дюймов. Листья имеют форму желейных бобов, длиной 3/4 дюйма, с красновато-коричневыми кончиками, которые на солнце становятся бронзовыми. Цветет весной желтыми цветками с красноватым оттенком. Листья легко укореняются.

## Таксономия
- Sedum rubrotinctum R.T.Clausen, Cact. Succ. J. (Los Angeles) 20: 82 (1948)[2].
- Sedum × rubrotinctum R.T.Clausen, Cact. Succ. J. (Los Angeles) 20: 82 (1948)[3].

#### Этимология
Sedum: Родовое латинское наименование, от лат. sedare – «усмирять» (сочные листья действуют как болеутоляющее средство от ран) или sedere – сидеть (многие виды распростёрты по земле). Русское название рода Очиток заимствовано из украинского языка и восходит к укр. очисток, поскольку растение применяется как лечебное очищающее средство.
rubrotinctum: Видовой латинский эпитет, означающий – «красноокрашенный»; дан по окраске листьев которые меняют цвет с зеленого на красный в летние месяцы в качестве защитной адаптации.

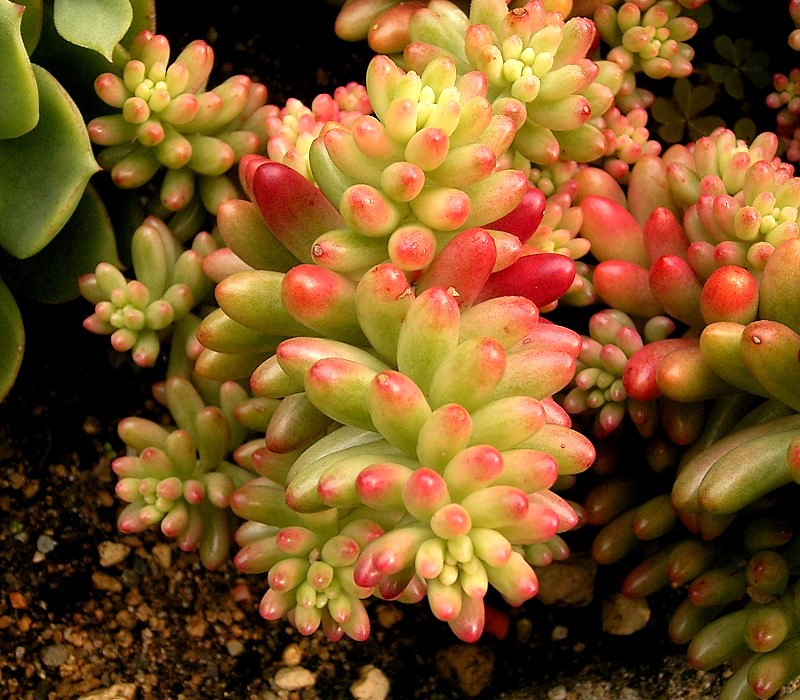
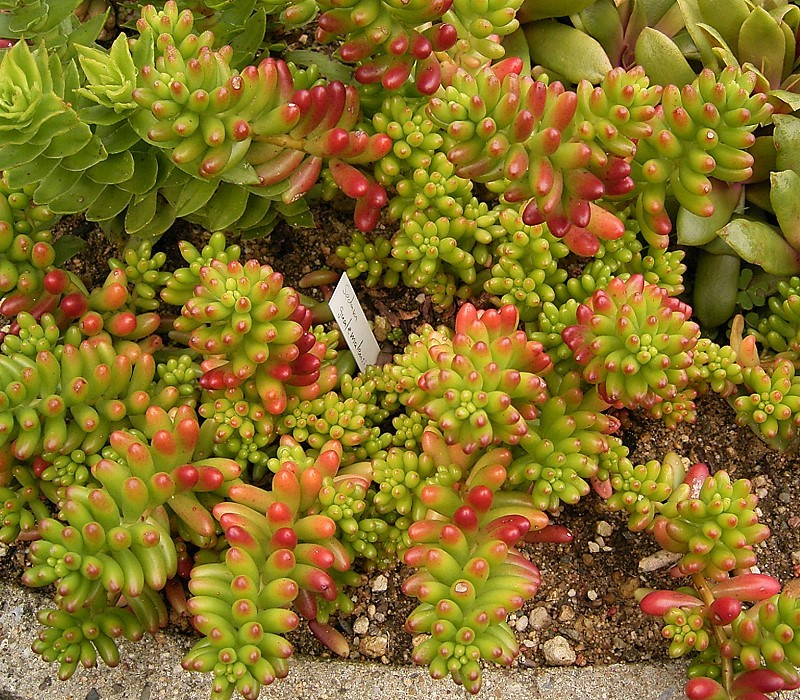
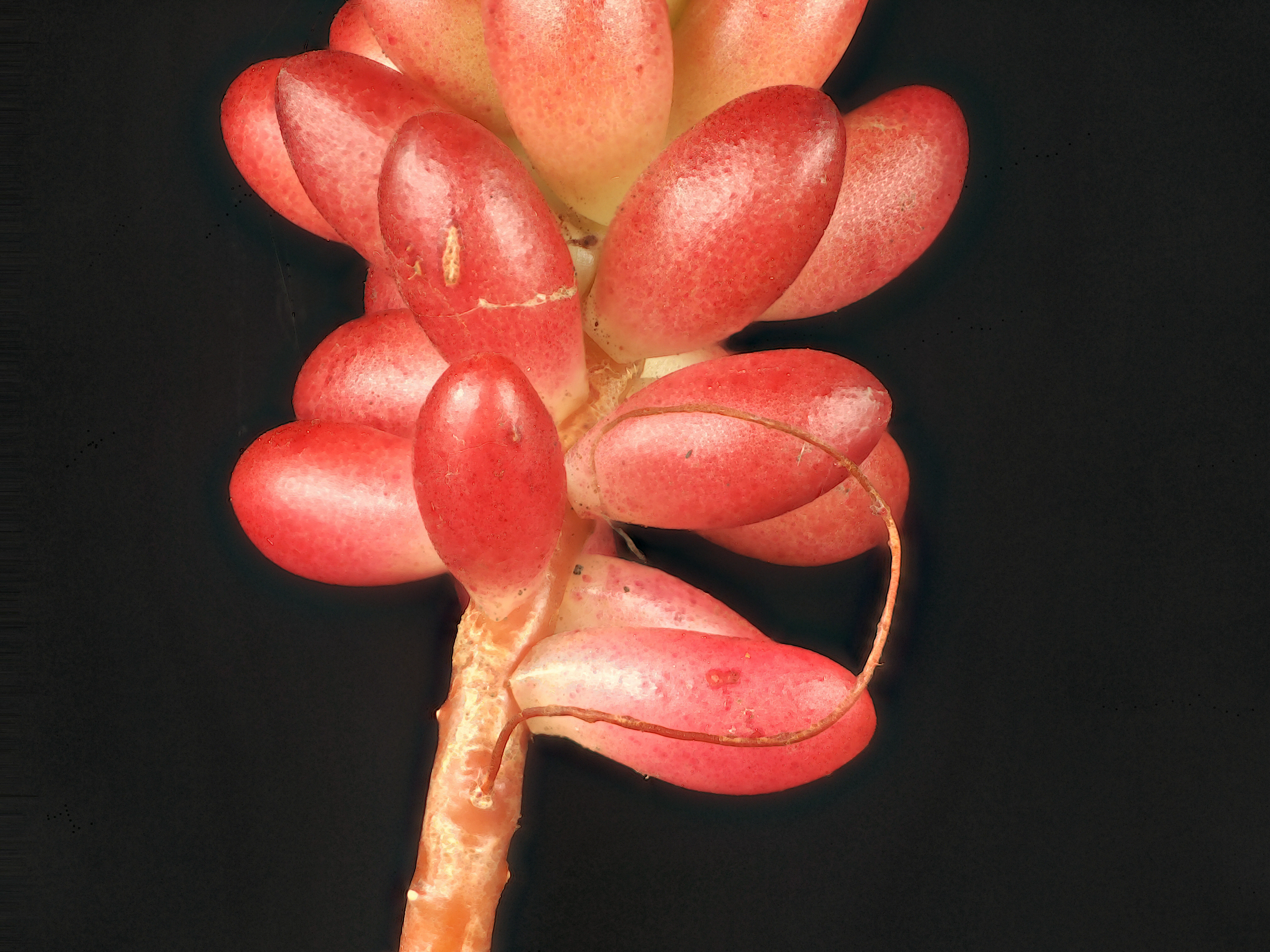
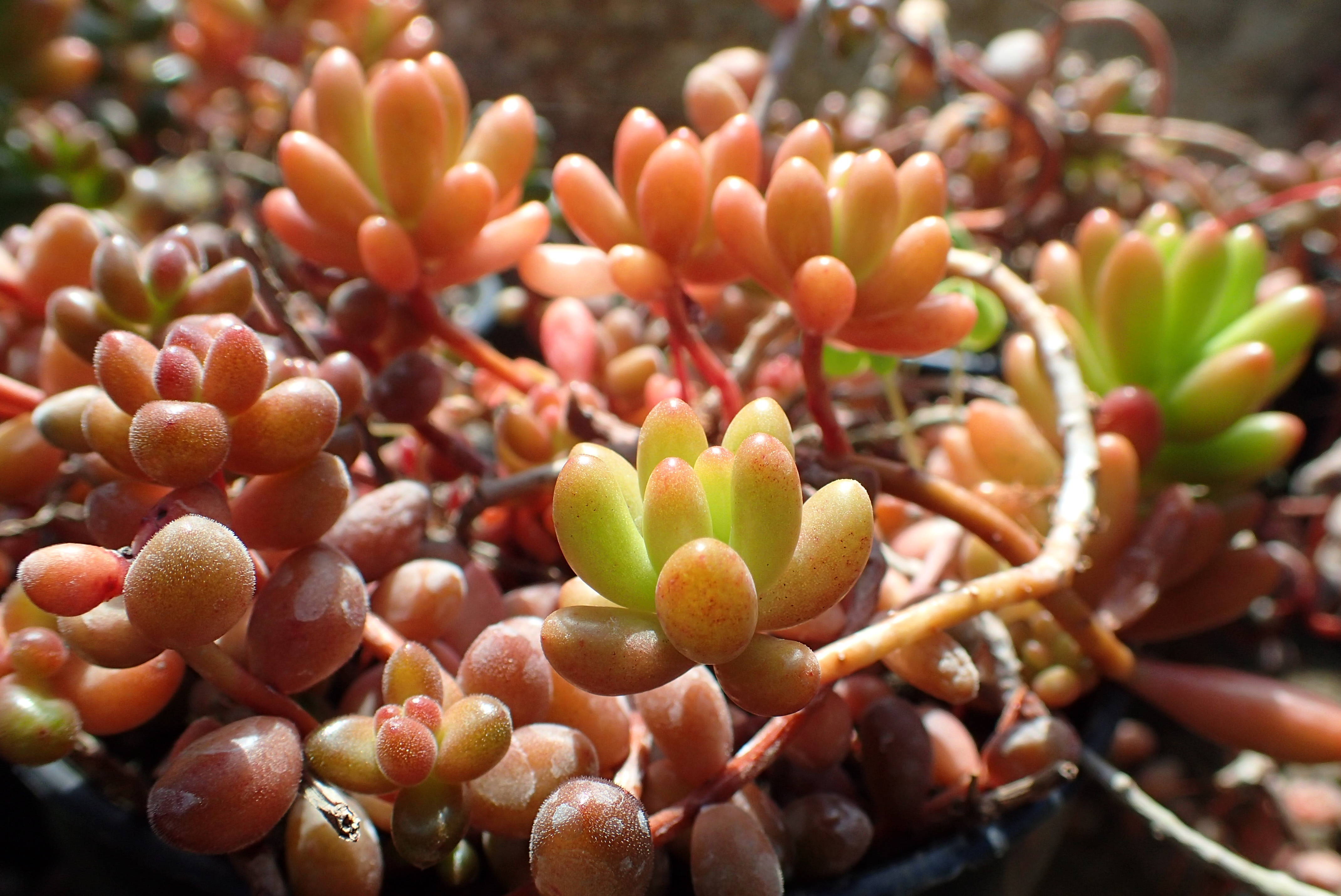
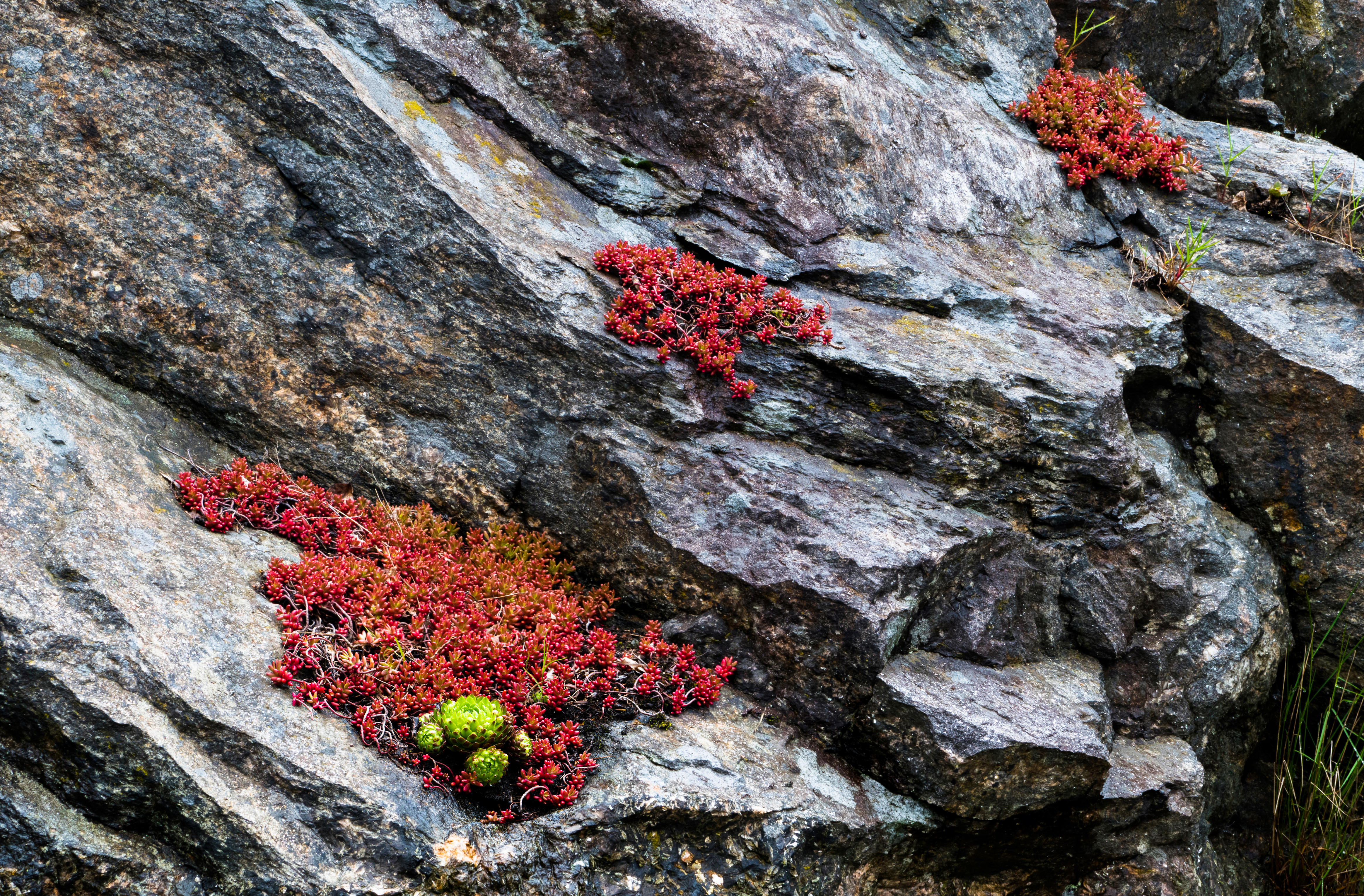
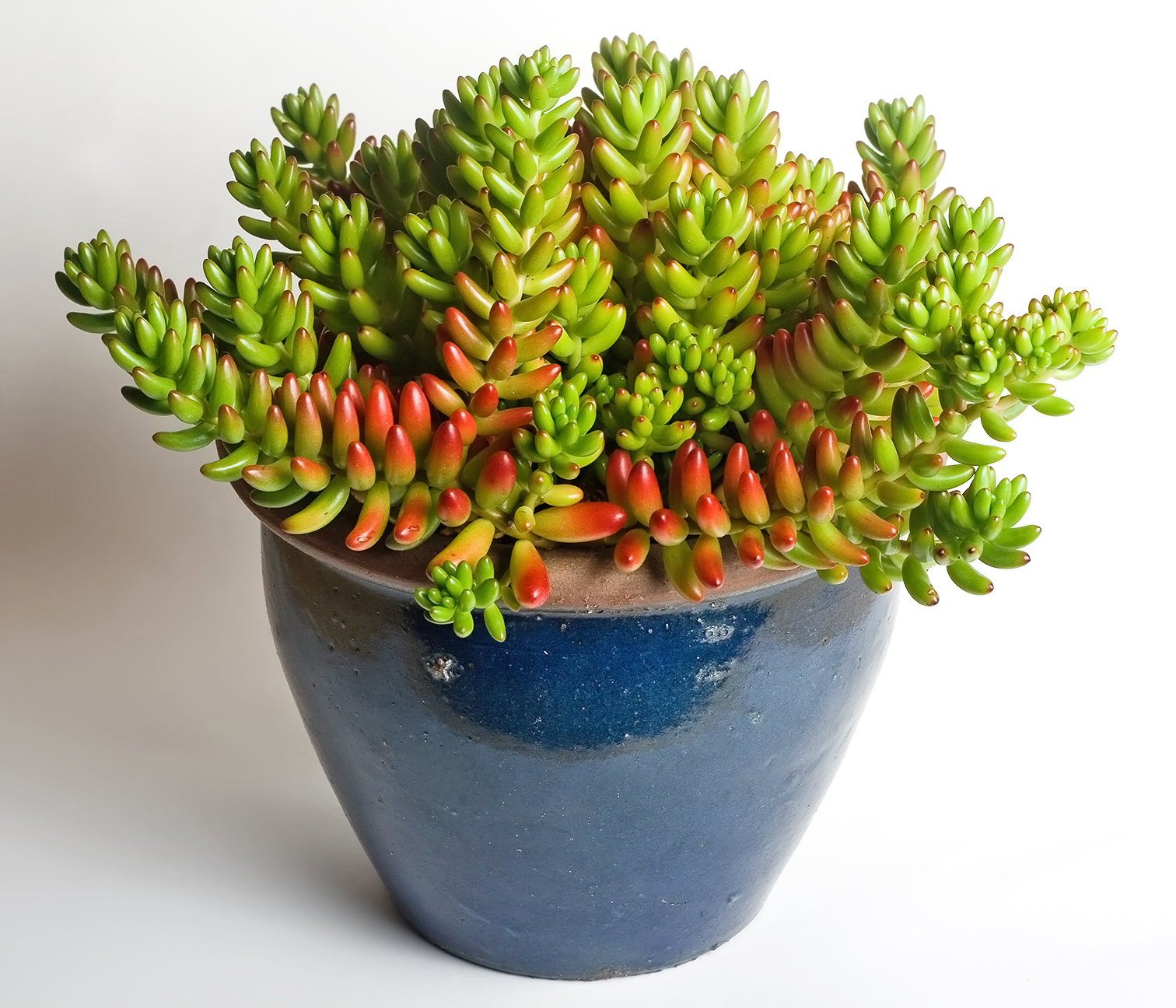

## Примечание
1. ↑  Седум красноокрашенный. Дата обращения: 31 декабря 2022. Архивировано 31 декабря 2022 года.
2. 1 2  Sedum rubrotinctum (англ.). World Flora Online. Дата обращения: 2022-11-31. Архивировано 1 ноября 2022 года.
3. 1 2  Sedum × rubrotinctum R.T.Clausen | Plants of the World Online | Kew Science (англ.). Plants of the World Online. Дата обращения: 1 ноября 2022. Архивировано 1 ноября 2022 года.
4. ↑  Очиток//Этимологический словарь русского языка. — М.: Прогресс. [[Макс Фасмер|М. Р. Фасмер]]. 1964—1973. Дата обращения: 18 апреля 2017. Архивировано 19 апреля 2017 года.
5. ↑  Frederick Leeth. Sedum rubrotinctum ( Pork and Beans ) (амер. англ.). Backyard Gardener (21 сентября 2016). Дата обращения: 5 сентября 2022. Архивировано 5 сентября 2022 года.